# 广州日报报业集团
广州日报报业集团是中华人民共和国成立后第一家报业集团，成立于1996年1月15日，中共广州市委宣传部主管的傳媒事業單位，论经济规模计为全国第六大及广东最大的报刊出版集团，现在旗下报纸有《广州日报》、《新现代画报》、《信息时报》、《岭南少年报》、《足球报》等。
广州日报报业集团拥有旗下数字媒体门户网站“大洋网”。公司地址位于越秀区人民中路同乐路10号（后于2019年1月18日搬至海珠区琶洲街道琶洲西区阅江西路368号广报中心）。

## 刊物

### 报纸
| 名称             | 创刊日期       | 备注                                                      |
| ---------------- | -------------- | --------------------------------------------------------- |
| 《广州日报》     | 1952年10月1日  |                                                           |
| 《信息时报》     | 1985年         | 2001年5月改版，成为广州日报报业集团旗下的一份都市类日报。 |
| 《岭南少年报》   | 1972年         |                                                           |
| 《足球报》       | 1980年1月1日   |                                                           |
| 《羊城地铁报》   | 2006年10月1日  | 免费报纸                                                  |
| 《老人报》       | 1984年4月      |                                                           |
| 《丝路邮报》     | 1997年         | 前身为广州英文早报                                        |
| 《第一财经日报》 |                | 与上海广播电视台、北京青年报社合办                        |
| 《舞台与银幕》   |                |                                                           |
| 《番禺日报》     |                |                                                           |
| 《增城日报》     |                |                                                           |
| 《美食导报》     |                |                                                           |
| 《篮球先锋报》   | 2004年10月11日 |                                                           |
| 《广州文摘报》   |                |                                                           |
| 《现代育儿报》   |                |                                                           |
| 《赢周刊》       |                |                                                           |
| 《时尚荟》       | 2007年4月19日  | 随《广州日报》附送                                        |

### 杂志
| 名称           | 创刊日期  | 备注 |
| -------------- | --------- | ---- |
| 《南风窗》     | 1985年4月 |      |
| 《新现代画报》 | 1985年    |      |
| 《共鸣》       | 1986年春  |      |
| 《看世界》     | 1995年1月 |      |
| 《大东方》     |           |      |

## 海外版
- 2003年8月12日，集团与持有《星岛日报》的星島新聞集團合作，推出《广州日报·澳洲专版》。
- 2005年3月1日，集团与持有《明报》的世界華文媒體合作，推出《广州日报·北美专版》。

## 关联企业
- 广州出版社
- 广东广州日报传媒股份有限公司